# Кочешть
Кочешть, Кочешті (рум. Cocești) — село у повіті Алба в Румунії. Входить до складу комуни Аврам-Янку.
Село розташоване на відстані 333 км на північний захід від Бухареста, 67 км на північний захід від Алба-Юлії, 75 км на південний захід від Клуж-Напоки, 139 км на північний схід від Тімішоари.

## Населення
За даними перепису населення 2002 року у селі проживала 81 особа, усі — румуни. Усі жителі села рідною мовою назвали румунську.